# Фолт (Хунедоара)
Фолт (рум. Folt) насеље је у Румунији у округу Хунедоара у општини Раполту Маре. Oпштина се налази на надморској висини од 196 m.

## Становништво
Према подацима из 2002. године у насељу је живело 172 становника, од којих су сви румунске националности.